# Agustí Querol i Subirats
Agustí Querol i Subirats (castellà: Agustín Querol)  (Tortosa, 17 de maig de 1860 - Madrid, 14 de desembre de 1909) fou un escultor català. Fill d'un forner originari de la localitat d'Ulldecona, va rebre les primeres classes d'art de la mà de Ramon Cerveto Bestraten, iniciador d'una dinastia d'artistes.

## Biografia
Va estudiar a l'Escola de la Llotja, on fou deixeble de Domènec Talarn i dels germans Vallmitjana (Agapit Vallmitjana i Venanci Vallmitjana).
Amant de l'òpera, el 1883 llaurà una estàtua en fang, dedicada a la soprano romanesa Elena Theodorini. Juntament amb Eduardo Barrón, el 1884 guanyà una pensió per oposició per estudiar a Roma, on executà una gran quantitat d'obres, i cap a finals de 1890 s'instal·là a Madrid. Les seves obres eren bigarrades i amb un gran efectisme, a la seva època va aconseguir una gran popularitat amb nombrosos encàrrecs oficials, que li van fer muntar un enorme taller amb desenes d'ajudants, entre els quals es trobaven Coullaut Valera i Jacinto Higueras. Gaya Nuño, no exempt de prejudicis, ho va definir com "el cas Querol", 
| « | perquè, evidentment, va haver un cas de psicosi col·lectiva a l'entorn d'aquest home suficient per a enganyar a gairebé tots els seus contemporanis, i a ell mateix al capdavant de tots | » |

Va rebre reconeixements com la medalla de primera classe a l'Exposició Nacional de Belles Arts de Madrid de 1887 (pel grup "La Tradición"); medalla d'or a Múnic l'any 1891 i 1895; medalla d'or a Viena el 1898; primer premi a l'Exposició Universal de 1888; entre altres.
Fou elegit diputat pel districte de Roquetes per Solidaritat Catalana a les eleccions generals espanyoles de 1907.

## Algunes obres
- 1881- Cap de Dolorosa.
- 1883- Estàtua de la cantant Elena Theodorini (en fang)
- 1885- Guerrer vençut.
- 1885- Bust d'Eduard Toda (a la Biblioteca Museu Víctor Balaguer)[4]
- 1887- La Tradició (en bronze al Museu Nacional del Prado,[5] en marbre al Club Espanyol de Buenos Aires, etc.).
- 1889- Sant Fèlix i Santa Eulàlia. Façana de la Catedral de Barcelona.
- 1890- Monument a Méndez Núñez y Monument a José Elduayen (1896) a Vigo.
- 1891- Bust de la reina regent Maria Cristina (marbre). Palau Reial de Madrid i Museu Nacional d'Art de Catalunya (Barcelona).
- 1892- Monument als Bombers. Cementiri de Colom (l'Havana, Cuba). Inaugurat el 1897.
- 1892/1903- Frontó per a la Biblioteca Nacional, Madrid.
- 1897/1902- La Gloria i els Pegasos (coronament del Ministeri de Foment, avui Ministeri d'Agricultura, on hi ha una rèplica en bronze de J. de Ávalos dels 3 conjunts; Madrid).[6]
- 1893- Monument a Legazpi i Urdaneta (Manila, Filipines).
- 1895. Sant Francesc guarint els leprosos. Museo Nacional del Prado[7]
- 1897- Moisès i les lleis. Palau de Justícia de Barcelona.
- 1897- Projecte de Monument al bisbe Ros de Medrano (Tortosa).
- 1900- Monument a Aureliano Linares Rivas i Monument a Daniel Carballo (La Corunya, c.1903).
- 1900- Monument a la Carta Magna i les quatre regions argentines. Popularment conegut com a "monument dels espanyols" (Buenos Aires).
- 1902- Monument al general Bolognesi (Lima, Perú), inaugurat el 1905, i Monument a Quevedo (Madrid).
- 1903- Monument al comte de Ribadedeva (Colombres, Astúries) i Mausoleu de Cánovas del Castillo. Encàrrec de la família del polític (Panteón de los Hombres Ilustres, Basílica de Atocha, Madrid).
- 1906- Monument als màrtirs de la religió i de la pàtria (Saragossa), Monument a Casilda Iturrizar (vídua d'Epalza) a Bilbao (Euskadi)i Monument a Frederic Soler ("Pitarra") a Barcelona.
- 1908- Monument als Setges de Saragossa.
- 1909- Projecte de Monument a Garibaldi (Montevideo, Uruguay) i Monument a Moret (Cádiz).
- 1920- Columna de los Próceres, a Guayaquil (Equador), finalitzada per Cipriano Folgueras i Josep Montserrat.[8]

## Galeria d'imatges

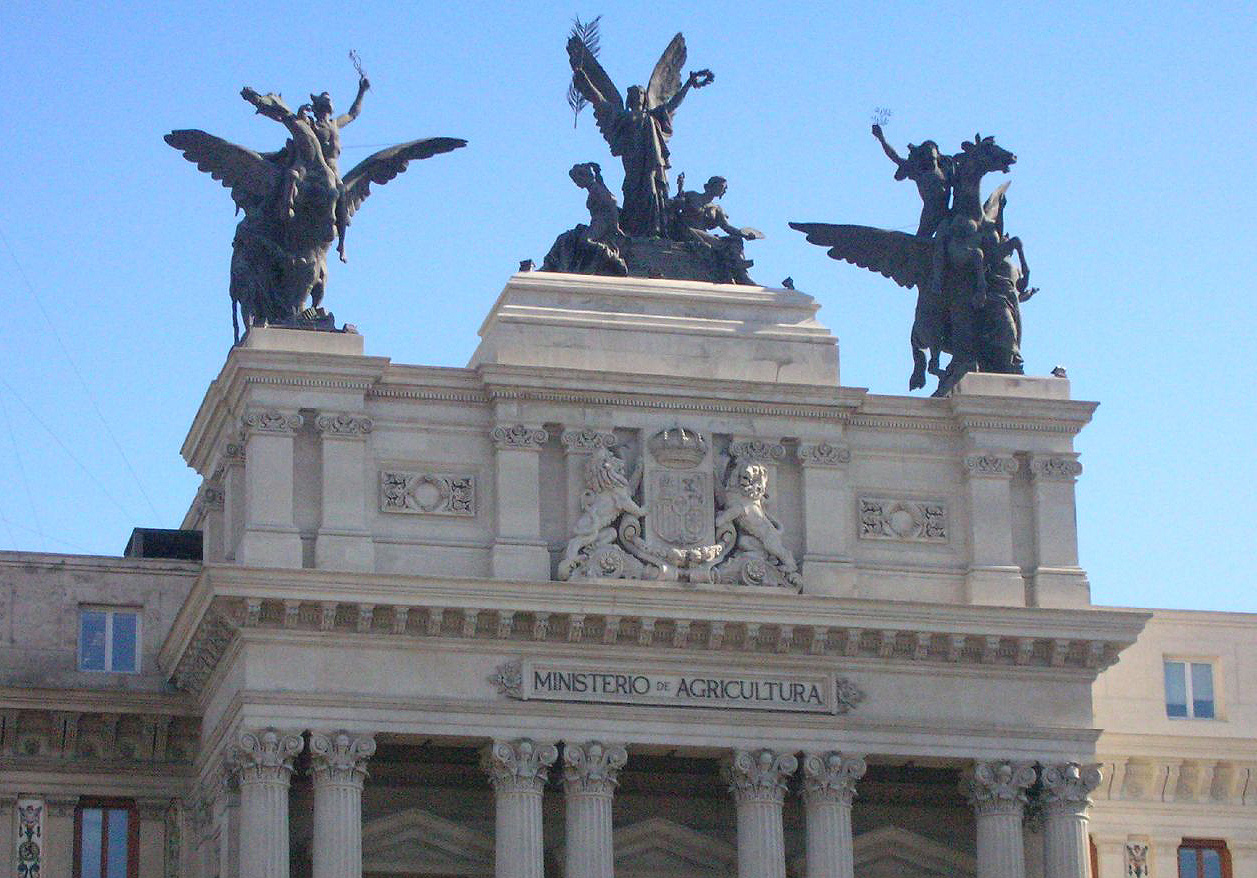
La Gloria i Pegasos del Ministeri d'Agricultura a Madrid
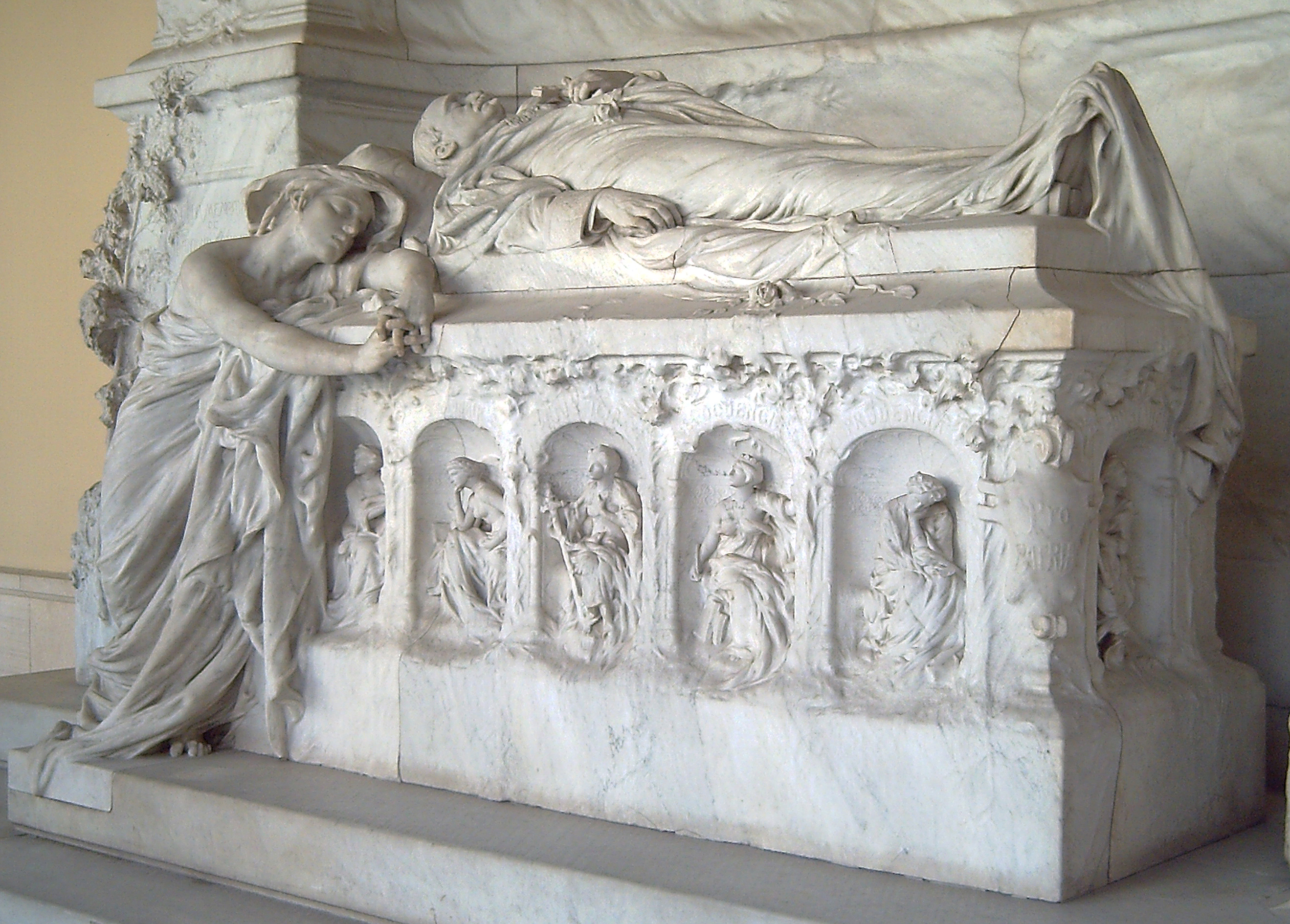
Mausoleu d'Antonio Cánovas del Castillo (1903)
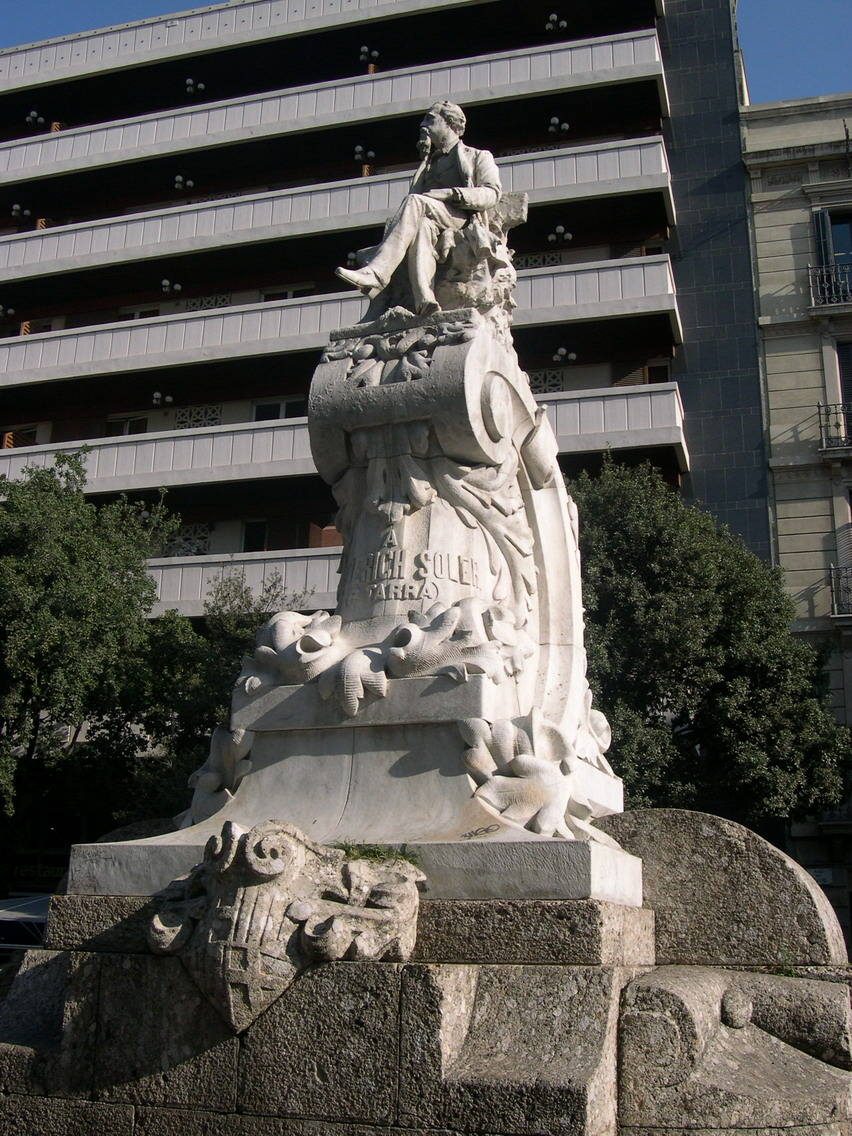
Monument al dramaturg Serafí Pitarra, a la Rambla de Barcelona (1906)
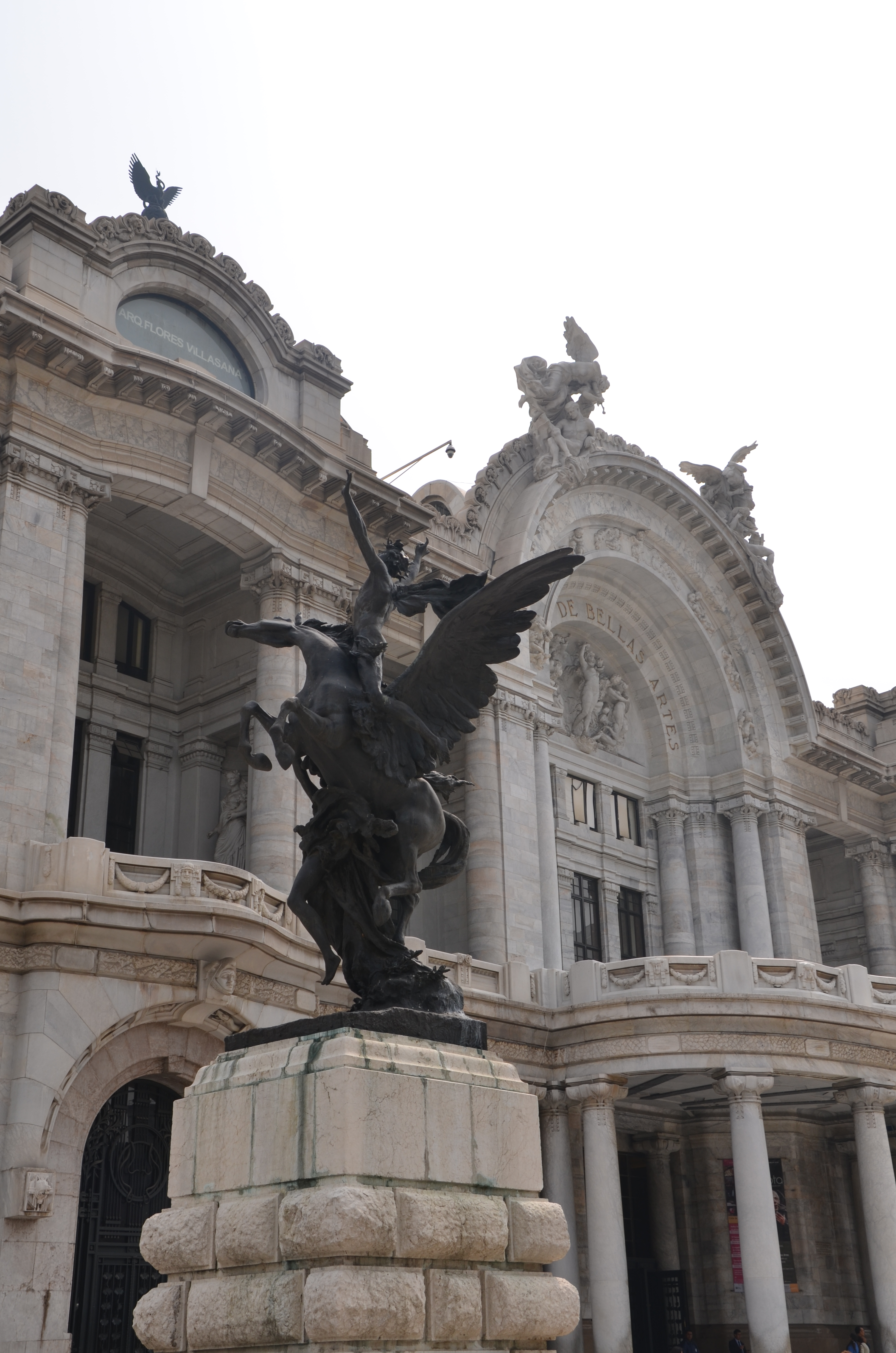
Un dels Pegasos a l'exterior del Palau de Belles Arts de Mèxic